# 신흥관 (대한민국의 음식점)
신흥관(新興館)은 대한민국 부산광역시 해운대구에 있는 중국 음식점이다. 1954년에 창업하였으며, 부산에서 가장 오래된 현역 음식점 중 하나이자 해운대구에서 가장 오래된 음식점이다. 한국식 중국 요리를 제공하며, 쓰촨 요리의 풍미가 있다고 알려져 있다.
이 음식점은 한국 화교 윤무림과 왕괭향이 설립했다. 윤무림은 중국 산둥성 옌타이시 출신으로, 상인으로 일하며 중국과 만주를 거쳐 1940년대 후반 서울에 도착했다. 그는 그곳에서 미래의 아내를 만났다. 1950년부터 1953년까지 6.25 전쟁이 발발하자 윤무림은 자전거를 타고 부산으로 피난했다. 그는 그곳에서 왕괭향과 재회하여 결혼했다. 부부는 함께 음식점을 창업했다. 이 음식점은 주한 미군 기지 근처의 기지촌에 위치했다. 미군이 철수한 후 해운대는 인기 있는 관광지가 되었다. 윤무림은 1983년에 사망했고, 사업은 그의 직원들이 몇 년 동안 운영했다. 1980년대 후반, 윤무림의 아들 윤영호는 대만 유학을 마치고 돌아와 대만인 아내와 함께 사업을 물려받았다. 이전에 사업을 운영하던 직원은 다른 곳에 자신들의 사업체인 문화관을 설립했다. 2011년까지도 같은 부부가 사업을 운영하고 있었다.
한 부산일보 기자에 따르면, 이 음식점은 그 역사와는 달리 소박한 외관을 가지고 있다. 다층 사무실 건물에 있는 작은 가게이다. 매일 아침 직접 면과 육수를 만든다. 2011년 윤영호는 아들이 사업을 물려받기를 바랐지만, 아들은 다른 직업 계획을 가지고 있었다고 한다.